# 吉川忠安
吉川 忠安（きっかわ ただやす、文政7年閏8月28日（西暦1824年10月20日）－明治17年（1884年）10月9日）は、幕末から明治時代初期にかけて活躍した出羽国久保田藩（現、秋田県）の藩士で砲術家、兵法家、平田篤胤の流れを汲む国学者。幕末維新期の久保田藩（秋田藩）で勤王派（「正義派」）を代表する人物で、戊辰戦争における久保田藩の官軍参加に決定的な役割を果たした。

## 人物と事績

### 雷風義塾の創設と砲術所
西洋兵学の研究者として知られる吉川忠行の長男として久保田城下（現、秋田市）の古川町に生まれた。通称は類助。吉川家は238石の家禄をうける上級武士で、父忠行は安政3年（1856年）に私塾惟神館を設立して国学を講じ、一方では館内に砲術所を併置して兵学を教授した。まもなく家督を嫡男忠安にゆずり、惟神館は忠安の手に委ねられた。
忠安は、11歳で第10代藩主佐竹義厚に仕えて3年間江戸に勤務し、帰藩後は境目奉行、藩校明徳館の和学方教授などを歴任した。黒船来航後の安政元年（1855年）には父の忠行とともに土崎に砲台を建造している。
文久3年（1863年）には小野崎通亮らとともに平田篤胤の生家大和田盛胤邸（久保田城下の旧亀ノ丁新町）に平田国学を講ずる雷風義塾を創設している。雷風義塾は、忠安や小野崎通亮、井口糺、荒川秀種、青木理蔵らを主要メンバーとして、平田鐵胤・延胤父子とも密接に連絡をとりあって設立された平田派国学の拠点であり、これを機に惟神館での国学研究はこちらにうつされ、惟神館には砲術所のみがのこされた。平田篤胤の養子であった鐵胤は、久保田藩皇学頭取として京都に駐在しており、篤胤と知己のあった公家や長州藩士とも親交があったので、中央の政治情勢に詳しく、情報を国許に伝えるとともに京で尊王攘夷運動を鼓舞していた。
翌元治元年（1864年）、父の忠行が死去、同年には忠安の砲術所は藩の管轄下にうつされ、忠安はその頭取となった。久保田藩はオランダを参考に兵制改革をおこない、砲術所を新たに建設、慶応元年（1865年）秋には操練場、的場、館舎が落成し、大砲と歩兵の二科が置かれた。忠安の諸事業には、久保田の豪商で「山新木綿」で知られた山中新十郎の援助があった。また、忠安の門人は部屋住みの次男・三男が多く、雷風義塾では、かれらに篤胤の国学を授けて西洋式の軍事教練をほどこしており、戊辰期には塾生180名余に達していた。

### 戊辰戦争と開化策論
戊辰戦争では、久保田藩は当初、奥羽25藩とともに奥羽列藩同盟（のちに奥羽越列藩同盟）を結び、「朝敵」会津藩を助けて新政府に反対する態度をとったが、慶応4年（1868年）7月初め、「正義派」グループの勢力が強まり、忠安はその中心人物として勤王派決起を指導し、家老石塚源一郎・小野岡義礼らに圧力をかけ、また、藩主佐竹義堯に建白書を提出して、新政府の支持と列藩同盟からの離脱、庄内藩の征討を最終的に決断させた。忠安は、この戦争で官軍の評定奉行の格をもって軍務局主任、練兵教師、兵具奉行、蒸気船取扱係など軍事面の要職を一人で兼務して作戦指導や武器弾薬の製造調達、供給の任にあたり、不眠不休のはたらきで軍功を上げた。
忠安は、父の吉川忠行同様、「和魂洋才」の思想をもつ人物であり、その学問は「佐久間象山と吉田松陰を兼ね併せたる人物」とも評された。忠安が砲術所の門下生に講義したものを慶応3年（1867年）にまとめたのが主著『開化策論』であり、ここでは、尊王思想、海防の充実、西洋の科学・軍事技術の導入、教育改革、万国との通商、殖産興業などが説かれている。そこでは、尊王攘夷の前提として富国強兵をはかり、一藩絶対主義を実現することがめざされていた。
戦後、忠安は藩主より父子2代の功績を賞して25石を加増された。

### 八坂丸事件と下野
維新後の忠安は、明治元年（1868年）に秋田藩の権大参事（軍務局係、蝦夷地開拓係を兼務）、明治2年（1869年）に参政（総理大臣格）兼軍務官教授を歴任し、藩財政の再建と新兵制の確立に努めたが、明治4年3月5日（1871年4月24日）、秋田藩外債問題があきらかになった（八坂丸事件）。これは明治2年（1869年）に支藩岩崎藩の大坂詰藩士がオランダの商社より購入した蒸気船「八坂丸」の代金を本藩が肩代わりしたことから起こったもので、かれらは通商活動に参入して藩財政を助けたいという意図によってこれを計画したが、結果としては莫大な藩債をかかえることとなって、新政府からも厳しく問題視されることとなった
。これには重商主義を唱える『開化策論』の影響があり、また、実際にも吉川忠安はじめ弟の沢畑頼母・高瀬美佐雄らの藩士が深くかかわっていたことから、忠安はこれを機に政治の一線から退いた。
晩年、沢畑頼母とともに士族授産を図るため、牛島橋通り町にメリヤス工場を経営したが不振に終わり、さらに火災により父祖伝来の蔵書・機器類を失った。失意のなか、明治17年（1884年）10月9日に死去。享年61。明治41年（1908年）贈従四位。墓所は、秋田市保戸野鉄砲町の時宗寺院、聲体寺にある。

## 著作
- 『開化策論』（沢畑頼母筆記）